# Faking It
Faking It (trad. litt. : « Faire Semblant ») ou Jouer le jeu au Québec est une série télévisée américaine de comédie en 38 épisodes de 22 minutes créée par Dana Min Goodman et Julia Wolov, développée par Carter Covington et diffusée entre le 22 avril 2014 et le 17 mai 2016 sur MTV.
En France, la série est diffusée depuis le 11 octobre 2014 sur MTV France, et au Québec, depuis le 23 avril 2015 sur VRAK.

## Synopsis

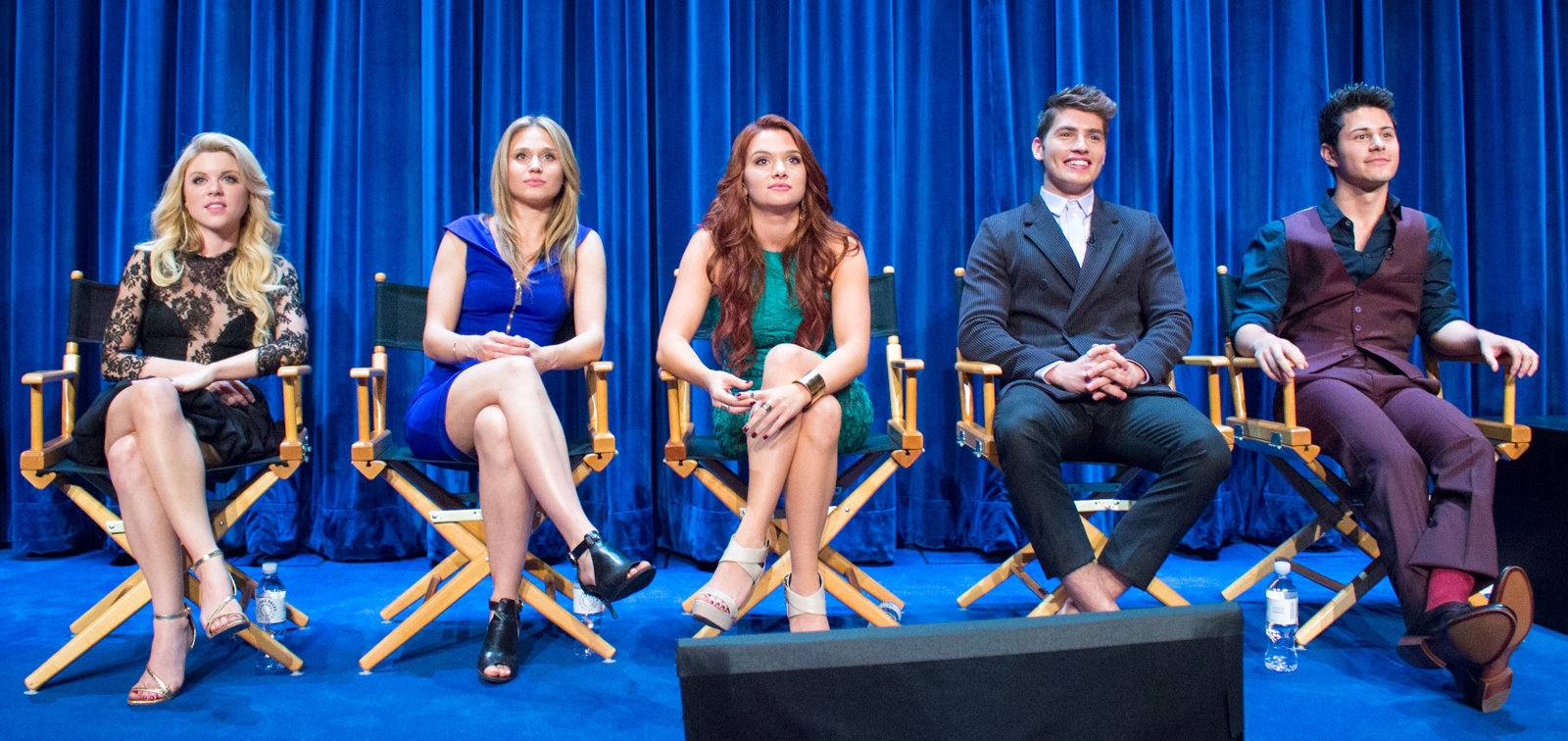
Le casting au Paleyfest 2014.
De gauche à droite : Bailey De Young, Rita Volk, Katie Stevens, Gregg Sulkin et Michael J. Willett.

L'histoire se déroule à Austin, au Texas. Amy et Karma, deux lycéennes presque ordinaires décident de devenir populaires, car elles sont inconnues de tous, excepté d'Irma, la cantinière. Elles rencontrent Shane et Liam qui les prennent pour un couple de lesbiennes. Les deux amies vont donc faire semblant d'être lesbiennes pour attirer l'attention. Seulement, tout ne se passera pas comme prévu car l'une d'elles va éprouver de vrais sentiments amoureux pour son amie...

## Distribution

### Acteurs principaux
- Rita Volk (VFB : Mélissa Windal) : Amy Raudenfeld
- Katie Stevens (VFB : Mélanie Dermont): Karma Ashcroft
- Gregg Sulkin (VFB : Alexandre Crépet) : Liam Booker
- Bailey De Young (VFB : Nancy Philippot) : Lauren Cooper
- Michael J. Willett (VFB : Maxime Donnay) : Shane Harvey

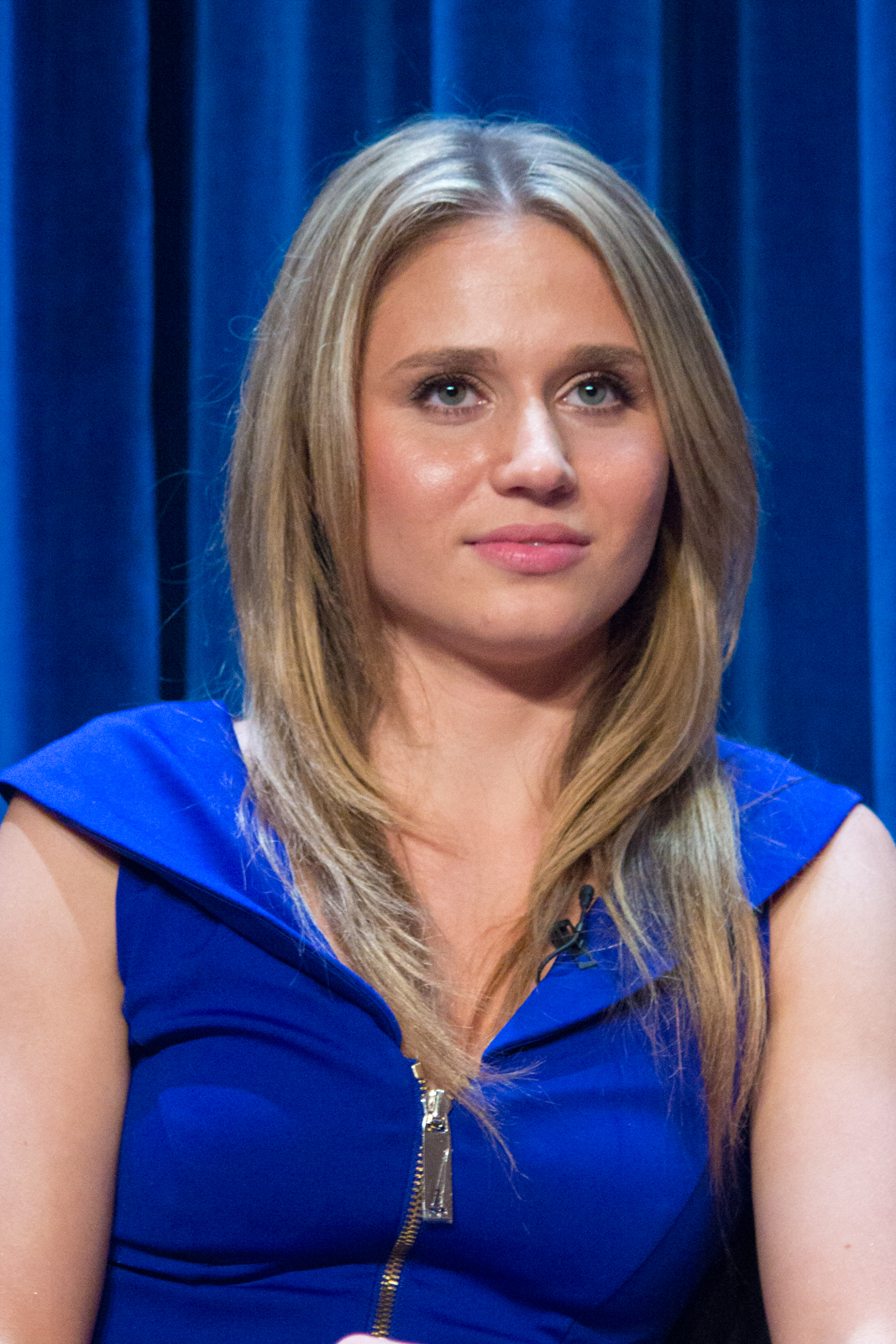
Rita Volk interprète Amy Raudenfeld
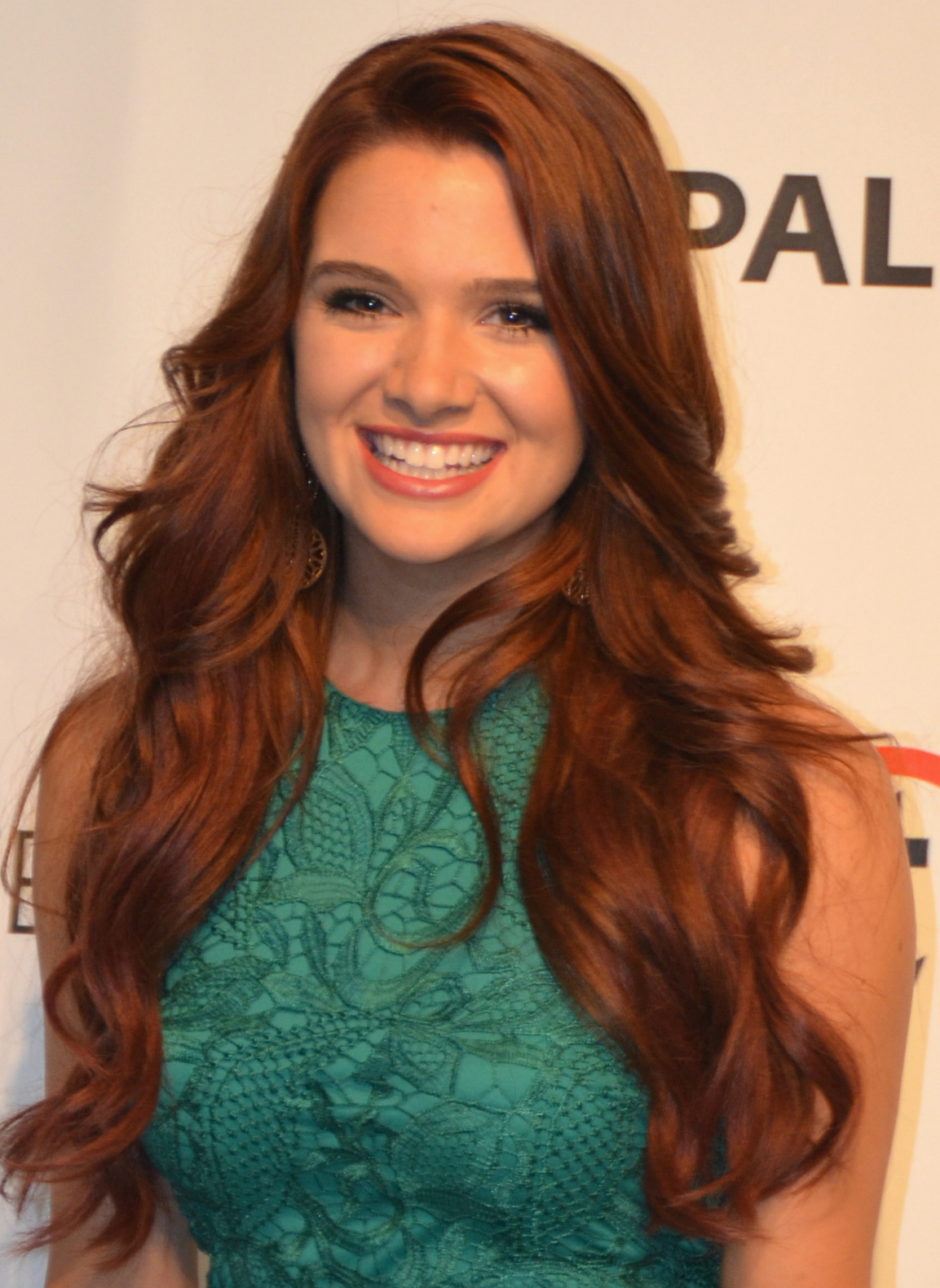
Katie Stevens interprète Karma Ashcroft
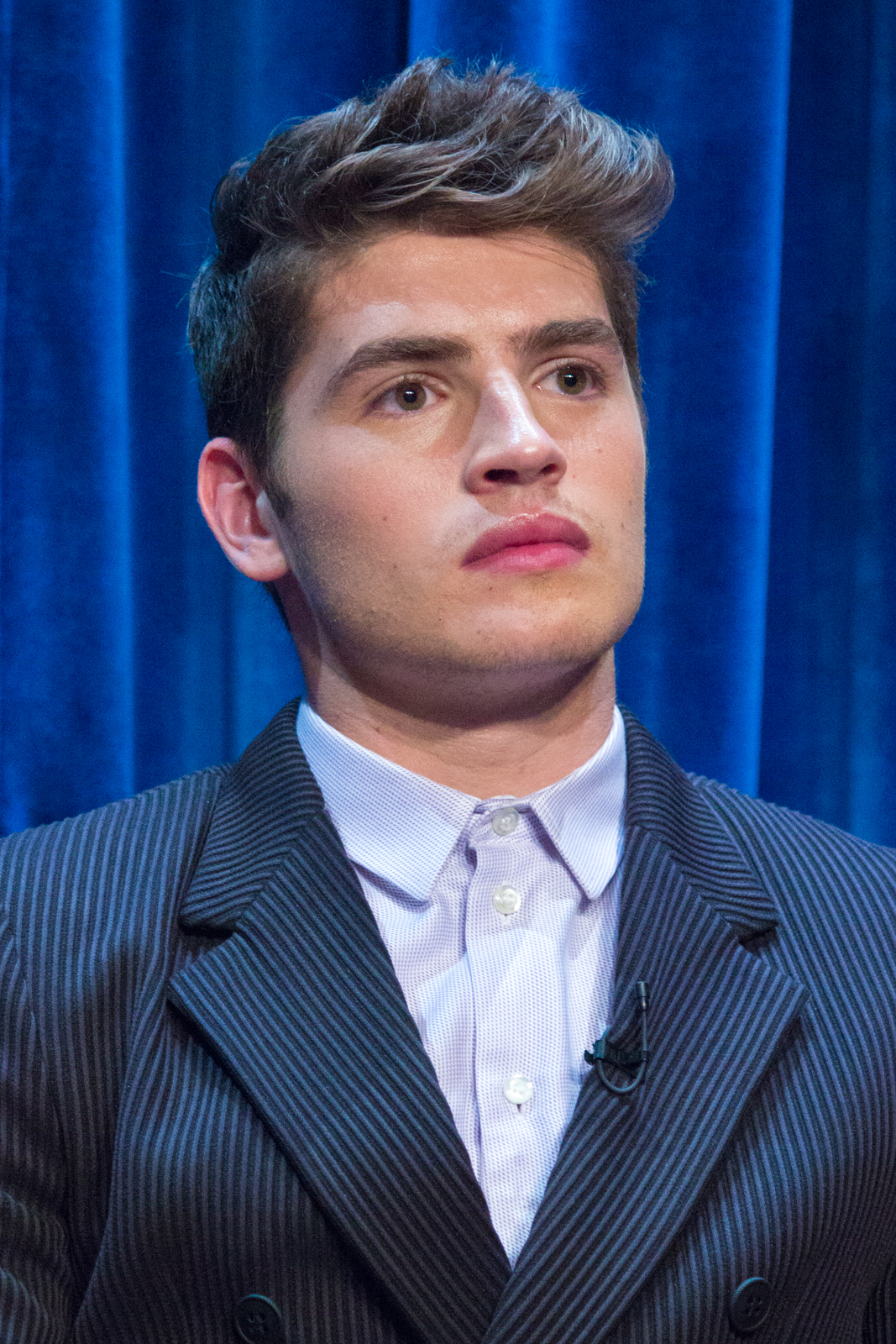
Gregg Sulkin interprète Liam Booker
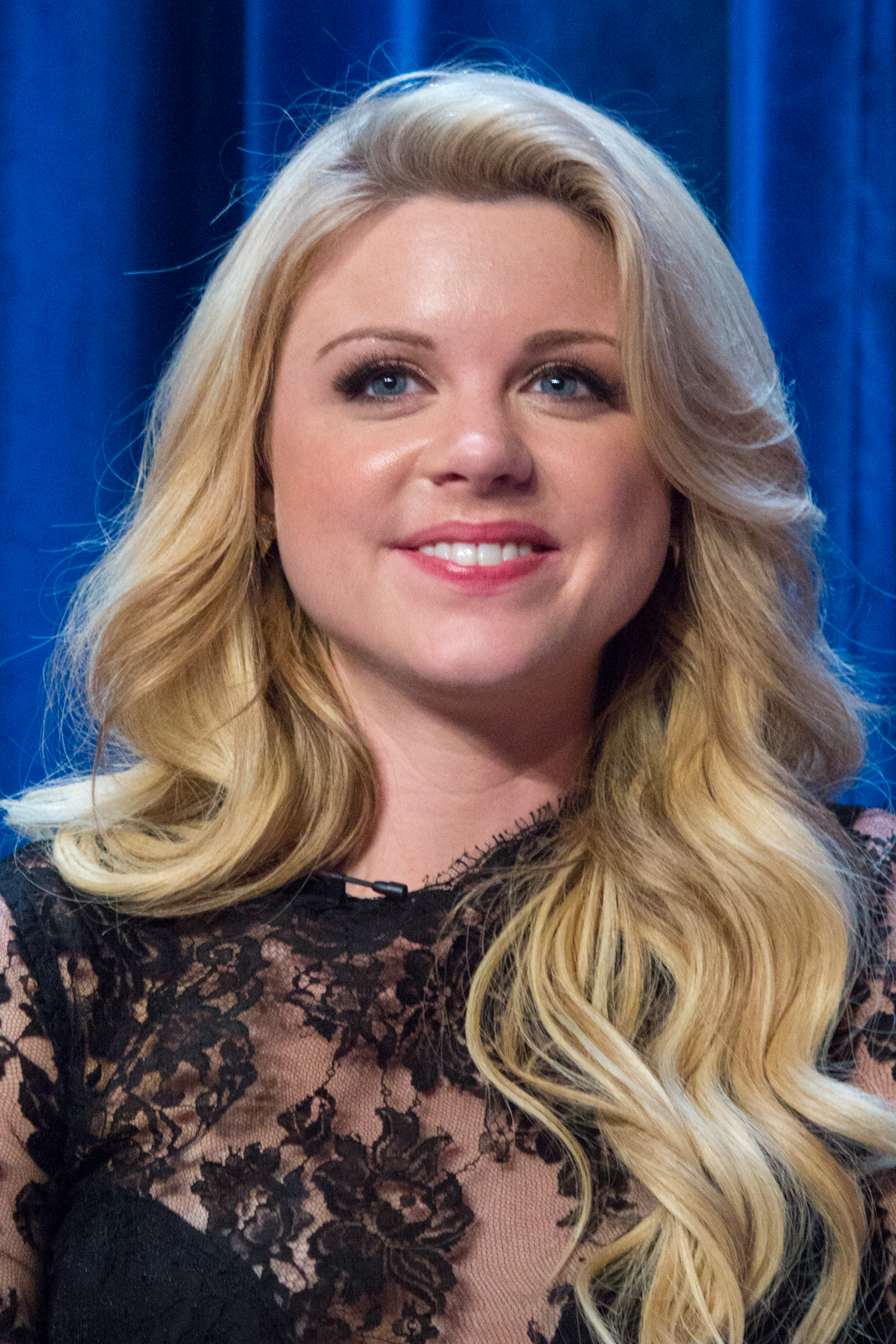
Bailey De Young interprète Lauren Cooper
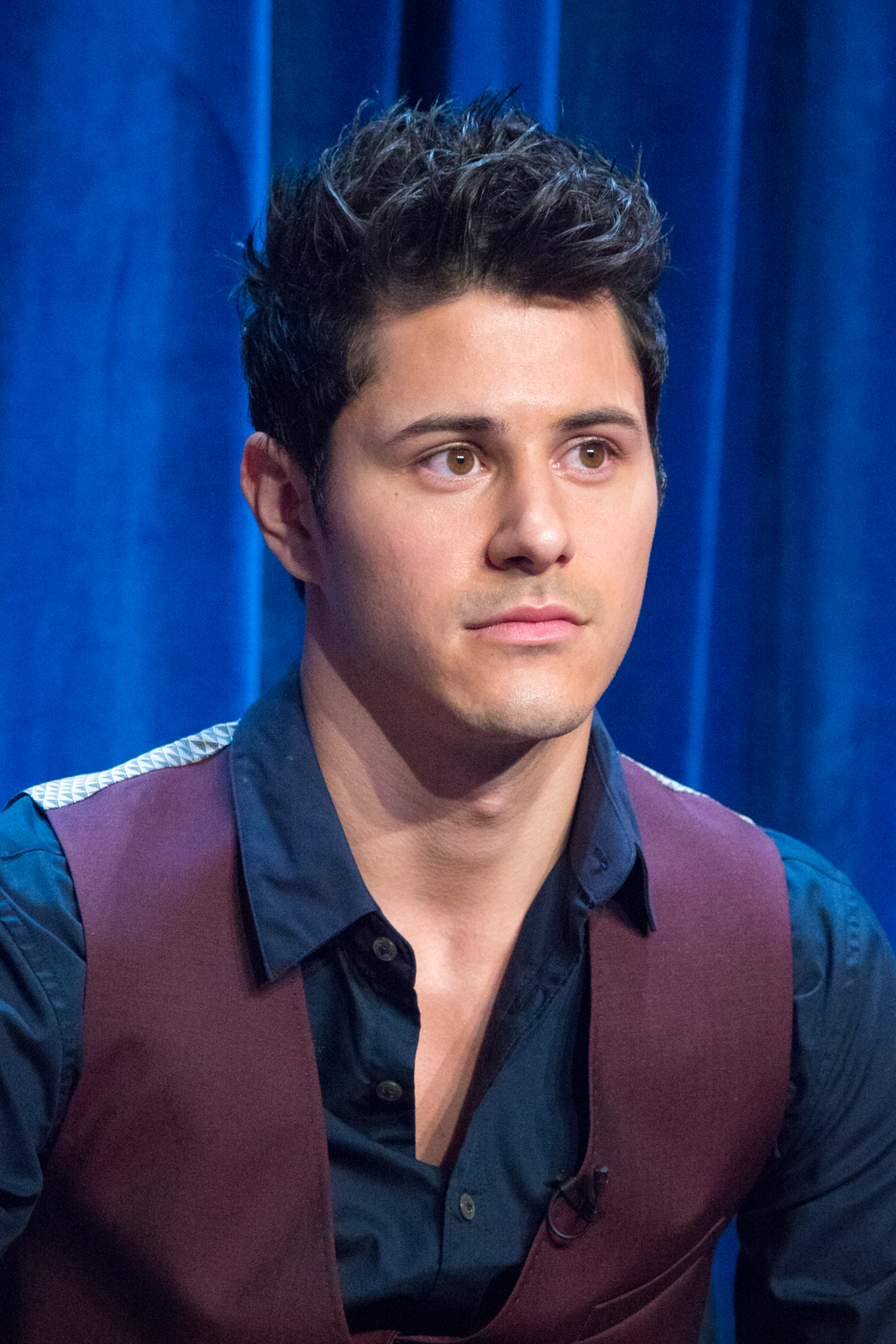
Michael J. Willett interprète Shane Harvey

### Acteurs récurrents
- Rebecca McFarland : Farrah, mère d'Amy
- Senta Moses (en) : Penelope Bevier, principale d'Hester
- Erick Lopez : Tommy Ortega, petit ami de Lauren
- Courtney Kato : Leila, amie de Lauren
- Breezy Eslin : Elizabeth, amie de Lauren
- Amy Farrington : Molly, mère de Karma
- Lance Barber : Lucas, père de Karma
- Anthony Palacios : Pablo, ami de Lauren et petit ami de Shane
- August Roads : Oliver, ami d'Amy
- Chloe Bridges (VFB : Marcha Vanboven) : Zita Cruz
- Yvette Monreal  :(VFB : Sophie Frison) : Reagan (saison 2)
- Keith Powers : Théo / Anthony, petit ami de Lauren (saison 2)
- Skyler Maxon (VFB : Nicolas Matthys) : Duke Lewis Jr., petit ami de Shane (saison 2)

### Invités
- Sofia Carson : Soleil (saison 1 épisodes 3 et épisode 7)
- Laverne Cox (VFB : Bernadette Mouzon) : Margot (saison 2, épisode 4)
- Fifth Harmony : BOY Banned (saison 2, épisode 6)
- Nicholas Brendon : Jackson Lee (saison 2, épisode 10)
- Olivia May : Gina (saison 2, épisode 10)
- Lindsey Shaw : Sasha Harvey (saison 2 épisode 16 à 20)

## Production

### Développement
Le 19 octobre 2013, MTV a officiellement commandé une première saison de huit épisodes dont l'épisode pilote a été réalisé par Jamie Travis.
Le 10 janvier 2014, MTV annonce la date de diffusion de la saison 1 pour le 22 avril 2014.
Le 9 juin 2014, MTV a officiellement renouvelé la série pour une deuxième saison de dix épisodes .
Le 11 juillet 2014, MTV annonce la date de diffusion de la saison 2 au 23 septembre 2014.
Le 21 octobre 2014, MTV commande dix épisodes supplémentaires apportant un total de 20 épisodes pour cette saison 2.
Le 21 avril 2015, la série est renouvelée pour une troisième saison.
Le 13 mai 2016, la série est annulée.

### Fiche technique
- Titre original : Faking It
- Création : Dana Min Goodman et Julia Wolov
- Développeur : Carter Covington
- Production exécutive : Carter Covington
- Sociétés de production : Music Television
- Sociétés de distribution (télévision) : Music Television (États-Unis)
- Pays d'origine :  États-Unis
- Langue originale : anglais
- Genre : comédie
- Durée : 22 minutes

## Épisodes
| Saison | Saison | Nombre d'épisodes | Jour et heure de diffusion | Diffusion originale sur MTV | Diffusion originale sur MTV | Année | Audience moyenne (en millions) | Audience moyenne (en millions) | Audience moyenne (en millions) |
| Saison | Saison | Nombre d'épisodes | Jour et heure de diffusion | Début de saison             | Fin de saison               | Année | Première                       | Finale                         | Moyenne                        |
| ------ | ------ | ----------------- | -------------------------- | --------------------------- | --------------------------- | ----- | ------------------------------ | ------------------------------ | ------------------------------ |
|        | 1      | 8                 | Mardi 22h30                | 22 avril 2014               | 10 juin 2014                | 2014  | 1,17                           | 0,96                           | 0,90                           |
|        | 2      | 20                | Mardi 22h30                | 23 septembre 2014           | 2 novembre 2015             | 2015  | 1,04                           | inconnu                        | inconnu                        |
|        | 3      | 10                | Mardi 22h30                | 15 mars 2016                | 17 mai 2016                 | 2016  |                                | inconnu                        | inconnu                        |

### Première saison (printemps 2014)
Elle a été diffusée du 22 avril au 10 juin 2014 sur MTV.
| № | # | Titre français                       | Titre original             | Diffusions française | Diffusions originale | Code prod. |
| - | - | ------------------------------------ | -------------------------- | -------------------- | -------------------- | ---------- |
| 1 | 1 | Concours de popularitéCouple d'amies | Pilot                      | 11 octobre 2014      | 22 avril 2014        | 101        |
| 2 | 2 | Le "Gayla" de rentrée                | Homecoming Out             | 18 octobre 2014      | 29 avril 2014        | 102        |
| 3 | 3 | Manifamoureuse                       | We Shall Overcompensate    | 25 octobre 2014      | 6 mai 2014           | 103        |
| 4 | 4 | Karmasexuelle                        | Know Thy Selfie            | 1er novembre 2014    | 13 mai 2014          | 104        |
| 5 | 5 | Tu te rappelles du croquembouche ?   | Remember the Croquembouche | 8 novembre 2014      | 20 mai 2014          | 105        |
| 6 | 6 | Une séparation organisée             | Three to Tango             | 15 novembre 2014     | 27 mai 2014          | 106        |
| 7 | 7 | Gestion de crise                     | Faking Up Is Hard to Do    | 22 novembre 2014     | 3 juin 2014          | 107        |
| 8 | 8 | Révélations salées                   | Burnt Toast                | 29 novembre 2014     | 10 juin 2014         | 108        |

### Deuxième saison (2014-2015)
Elle a été diffusée en deux parties de dix épisodes. La première partie a été diffusée à partir du 23 septembre 2014, la deuxième à partir du 31 août 2015.
| №  | #  | Titre français                   | Titre original                     | Diffusions française | Diffusions originale | Code prod. |
| -- | -- | -------------------------------- | ---------------------------------- | -------------------- | -------------------- | ---------- |
| 9  | 1  | Pilule sans lendemain            | The Morning Aftermath              | 24 avril 2015        | 23 septembre 2014    | 201        |
| 10 | 2  | Le Poids des secrets             | You Can't Handle The Truth or Dare | 24 avril 2015        | 30 septembre 2014    | 202        |
| 11 | 3  | Cours de langue                  | Lust in Translation                | 1er mai 2015         | 7 octobre 2014       | 203        |
| 12 | 4  | Mises en scènes                  | Lying Kings and Drama Queens       | 8 mai 2015           | 14 octobre 2014      | 204        |
| 13 | 5  | Tensions                         | Present Tense                      | 15 mai 2015          | 21 octobre 2014      | 205        |
| 14 | 6  | Ecstasy et agonie                | The Ecstasy and the Agony          | 22 mai 2015          | 28 octobre 2014      | 206        |
| 15 | 7  | Soirée entre potes               | Date Expectations                  | 29 mai 2015          | 4 novembre 2014      | 207        |
| 16 | 8  | Zen et les reines                | Zen and the Art of Pageantry       | 5 juin 2015          | 11 novembre 2014     | 208        |
| 17 | 9  | Retour de bâton karmique         | Karmic Retribution                 | 12 juin 2015         | 18 novembre 2014     | 209        |
| 18 | 10 | Flagrants délits                 | Busted                             | 19 juin 2015         | 25 novembre 2014     | 210        |
| 19 | 11 | Mis à nu                         | Stripped                           | Date inconnue        | 31 août 2015         | 211        |
| 20 | 12 | La Nuit des vengeances           | The Revengers: Age of the Monocle  | Date inconnue        | 7 septembre 2015     | 212        |
| 21 | 13 | L'Avenir nous appartient         | Future Tense                       | Date inconnue        | 14 septembre 2015    | 213        |
| 22 | 14 | La Fièvre du samedi soir         | Saturday Fight Live                | Date inconnue        | 21 septembre 2015    | 214        |
| 23 | 15 | Breakfast Club                   | Boiling Point                      | Date inconnue        | 28 septembre 2015    | 215        |
| 24 | 16 | En piste !                       | Faking It... Again                 | Date inconnue        | 5 octobre 2015       | 216        |
| 25 | 17 | Recherche cavalier désespérément | Prom Scare                         | Date inconnue        | 12 octobre 2015      | 217        |
| 26 | 18 | Le Bal de la tentation           | Nuclear Prom                       | Date inconnue        | 19 octobre 2015      | 218        |
| 27 | 19 | Point de non-retour              | The Deep End                       | Date inconnue        | 26 octobre 2015      | 219        |
| 28 | 20 | L'école est finie !              | School's Out                       | Date inconnue        | 2 novembre 2015      | 220        |

### Troisième saison (2016)
Elle a été diffusée du 15 mars 2016 au 17 mai 2016 sur MTV.
| №  | #  | Titre français             | Titre original           | Diffusions française | Diffusions originale | Code prod. |
| -- | -- | -------------------------- | ------------------------ | -------------------- | -------------------- | ---------- |
| 29 | 1  | Tout va bien               | It's All Good            | 15 mars 2016         | 15 mars 2016         | 301        |
| 30 | 2  | Tous en chœur : Oy !       | Let's Hear It for the Oy | 22 mars 2016         | 22 mars 2016         | 302        |
| 31 | 3  | Karmygeddon                | Karmygeddon              | 29 mars 2016         | 29 mars 2016         | 303        |
| 32 | 4  | Le Petit cœur brisé        | Jagged Little Heart      | 5 avril 2016         | 5 avril 2016         | 304        |
| 33 | 5  | Ménage à trois             | Third Wheels             | 12 avril 2016        | 12 avril 2016        | 305        |
| 34 | 6  | Petites frayeurs           | Spooking It              | 19 avril 2016        | 19 avril 2016        | 306        |
| 35 | 7  | À nous deux !              | Game On                  | 26 avril 2016        | 26 avril 2016        | 307        |
| 36 | 8  | Crise identitaire          | Untitled                 | 3 mai 2016           | 3 mai 2016           | 308        |
| 37 | 9  | Plus de mensonges          | Ex-Posed                 | 10 mai 2016          | 10 mai 2016          | 309        |
| 38 | 10 | C'est maintenant ou jamais | Up in Flames             | 17 mai 2016          | 17 mai 2016          | 310        |

## Univers de la série

### Personnages
- Amy Raudenfeld est étudiante en deuxième année au lycée de Hester à Austin, Texas. Elle est la meilleure amie de Karma et la suit dans son idée de faire semblant d'être un couple lesbien pour devenir populaire, non sans avoir eu de nombreuses incertitudes. Cependant, elle commence à avoir des doutes quant à son attirance pour les femmes, résultat d'un baiser échangé devant une assemblée, car, se voyant dans une mauvaise position, elles se devaient de prouver leur homosexualité. Elle réalise vite qu'elle a des sentiments pour Karma.
- Karma Ashcroft est aussi une étudiante en deuxième année au lycée Hester. Elle est en quête de popularité et n'hésite pas à embarquer sa meilleure amie dans ses idées extravagantes. Elle a aussi une relation secrète avec Liam Booker.
- Liam Booker est le meilleur ami de Shane. Il est artiste et secrètement en couple avec Karma. C'est le "beau gosse" du lycée et également l'un des plus populaires. Il est très actif dans les manifestations contre Skwerkel, une société qui tente de prendre de l’ampleur en soudoyant le lycée.
- Shane Harvey est le garçon le plus populaire du lycée. Il est gay et l'assume complètement. C'est un peu de lui qu'est parti l'idée de Karma de simuler sa relation avec Amy car il les a prises pour un couple. Par la suite, il devient le confident d'Amy lorsqu'elle se rend compte qu'elle aime réellement Karma.
- Lauren Cooper est nouvelle dans le lycée, qu'elle déteste. Elle est la fille du futur mari de Farrah et par conséquent habite la même maison qu'Amy. Les deux jeunes filles ne se supportent pas.
- Farrah est la mère d'Amy. Elle est météorologue puis reporter pour une chaîne de télévision locale. C'est d'ailleurs au cours de l'un de ses reportages qu'elle découvre que sa fille est en couple avec sa meilleure amie.

## Accueil

### Audiences

#### Aux États-Unis
Le 22 avril 2014, MTV diffuse l’épisode pilote de Faking It, qui effectue un démarrage correct en réunissant 1,17 million de téléspectateurs  , ce qui reste à ce jour la meilleure audience de la série. Au fil des semaines, les audiences se stabilisent autour d'un million de téléspectateurs pour réunir, en moyenne lors de cette courte saison, 900 000 téléspectateurs.
Ensuite lors de son retour pour sa deuxième saison le 23 septembre 2014, la série réunit 1,04 million de téléspectateurs, soit un démarrage inférieur à celui de la saison 1 . Puis les audiences déclinent par rapport à la première saison pour réunir en moyenne 790 000 téléspectateurs, lors de la première partie de la saison diffusée de septembre à novembre 2014. Le quatrième épisode de la deuxième saison réalise la pire audience de la série en réunissant 650 000 téléspectateurs.